# Капернаум (филм)
Капернаум (арап. كفرناحوم; Capharnaüm) је либански драмски филм из 2018. године, који је режирала Надин Лабаки, а продуцирао Халед Музанар. Сценарио су написали Надин Лабаки, Џихад Хоџаили и Мишел Кесервани. Главну улогу у филму тумачи Заин ал Рафи, избеглица из Сирије, као Заин ел Хаџ, дванаестогодишњак који живи у сиротињским четвртима Бејрута. Капернаум је испричан у формату флешбека, фокусирајући се на Заинов живот, укључујући његов сусрет са етиопском имигранткињом Рахил и њеним малим сином Јонасом, као и на његове покушаје да тужи своје родитеље због занемаривања.
Филм је премијерно приказан на Канском филмском фестивалу 2018. и био је номинован у конкуренцији за Златну палму, а освојио је Награду жирија. Sony Pictures Classics купио је права на дистрибуирање филма у Северној и Латинској Америци, док је Wild Bunch задржао права на дистрибуцију у остатку света. Биоскопски је објављен 20. септембра 2018. године.
Капернаум је добио изузетно позитивне рецензије критичара, који су нарочито похвалили режију, глуму Заина ал Рафија, као и филмски „реализам налик документарцима”. Био је номинован за Оскара у категорији за најбољи филм на страном језику, као и за многе друге награде. Широм света је зарадио преко 68 милиона долара, у односу на буџет од 4 милиона долара.

## Радња
Заин ел Хаџ, дванаестогодишњак из сиротињских четврти Бејрута, служи петогодишњу затворску казну у затвору Румије зато што је избо ножем човека кога назива „кучкиним сином”. Ни Заин ни његови родитељи не знају тачан датум његовог рођења, јер никада нису поднели захтев за званични извод из матичне књиге рођених, нити га добили. Заин је доведен пред суд пошто је одлучио да поднесе тужбу против својих родитеља, мајке Суад и оца Селима. Када га судија пита зашто жели да тужи своје родитеље, Заин одговара: „Зато што сам рођен” (или, прецизније, „зато што сте ме добили”). У међувремену, либанске власти хапсе групу мигрантских радника, међу којима је и млада Етиопљанка по имену Рахил.
Прича се затим враћа уназад, неколико месеци пре Заиновог хапшења. Он живи са родитељима и брине о најмање седморо млађе браће и сестара, који зарађују новац на разне начине уместо да иду у школу. Он користи фалсификоване рецепте за куповину трамадола у више апотека, а затим таблетe дробе у прах и натапају одећу, коју његов брат продаје зависницима у затвору. Заин такође ради као достављач за Асада, породичног станодавца и власника локалног маркета. Једног јутра, он помаже својој једанаестогодишњој сестри Сахар да сакрије знакове прве менструације, плашећи се да ће је родитељи, када открију да може да затрудни, удати за Асада.
Заин планира да побегне са Сахар и започне нови живот. Међутим, његове сумње се обистињују када њу родитељи удају за Асада у замену за две кокошке. Бесан на своје родитеље, Заин бежи од куће и ускаче у аутобус, где упознаје старијег човека обученог у лажни костим Спајдермена, који себе назива „Човек Бубашваба”. Човек Бубашваба силази са аутобуса код луна-парка у Рас Бејруту, а Заин га прати и проводи остатак дана тамо. Док је на рингишпилу, Заин гледа прелеп залазак сунца и почиње да плаче. Касније, Зaин упознаје Рахил, етиопску мигранткињу која ради као чистачица у парку. Она се сажали на њега и пристаје да му дозволи да живи у њеном дому у замену за то да он чува њеног недокументованог малог сина Јонаса док је она на послу.
Рахилини фалсификовани мигрантски документи ускоро истичу, а она нема довољно новца да плати фалсификатору Аспру за нове. Аспро јој нуди да бесплатно направи нове документе ако му преда Јонаса, како би могао да га да на усвајање. Рахил одбија, упркос Аспровим тврдњама да Јонас, без докумената, никада неће моћи да добије образовање или запослење. Након што јој документи истекну, либанске власти је хапсе. Када се не врати кући, Заин почиње да паничи. Пролази неколико дана, а Заин сам преузима бригу о Јонасу, тврдећи да су браћа, и поново почиње да продаје трамадол како би зарадио новац.
Једног дана, на пијаци Сук ал Ахаду, где Аспро има тезгу, Заин упознаје девојчицу по имену Мајсун. Она је избеглица из Сирије и тврди да је Аспро пристао да је пошаље у Шведску. Заин захтева да и њега пошаље у Шведску, на шта Аспро пристаје под условом да му остави Јонаса. Након што станодавац стави катанац на врата Рахилине куће, где су му били новац и ствари, Заин невољно пристаје и оставља Јонаса код Аспра. Аспро му каже да ће му бити потребан неки идентификациони документ како би добио статус избеглице. Заин се враћа својим родитељима и тражи да му дају лична документа, али они му се смеју и говоре му да их никада није ни имао. Након што су га се одрекли због бекства, избацују га из куће, али не пре него што му открију да је Сахар недавно умрла због компликација у трудноћи. Бесан, Заин узима велики нож, излеће из куће и избада Асада. Заин бива ухапшен и осуђен на пет година затвора.
Док је у затвору, током посете своје мајке, Заин сазнаје да је она поново трудна и да планира да детету да име Сахар. Згрожен мајчином равнодушношћу према ћеркиној смрти, он јој говори да га више не посећује, називајући је „бездушном”. Гледајући телевизијску емисију у којој се расправља о злостављању деце, Заин позива уживо и каже да му је доста родитељског занемаривања деце и да планира да тужи своје родитеље јер настављају да имају децу, иако не могу да се брину о њима. Када га судија пита шта жели од својих родитеља, он одговара: „Желим да престану да имају децу”, јер не жели да и његова браћа и сестре прођу кроз исто што и он. Такође пријављује Аспра због илегалног усвајања и злостављања деце. Полиција упада у Аспрову кућу, а деца су враћена својим родитељима, укључујући Јонаса.
Заина фотографишу за личну карту. Фотограф се шали на рачун његовог намргођеног израза – „То је лична карта, а не смртни лист” – и Заин успева да се насмеје.

## Улоге
| Глумац                    | Улога       | Опис улоге                             |
| ------------------------- | ----------- | -------------------------------------- |
| Заин ал Рафи              | Заин ел Хаџ | Дечак са улица Бејрута                 |
| Јорданос Шифера           | Рахил       | Етиопска мигранткиња                   |
| Болуватифи Тресуре Банкол | Јонас       | Рахилин син                            |
| Кавтар Ал Хадад           | Суад        | Заинова мајка                          |
| Фади Камел Јусуф          | Селим       | Заинов отац                            |
| Нур ел Хусеини            | Асад        | Власник локалног маркета и Сахарин муж |
| Ала Чучиех                | Аспро       | Рахилин фалсификатор                   |
| Кедра Изам                | Сахар       | Заинова сестра                         |
| Надин Лабаки              | Надин       | Заинов адвокат                         |
| Јосеф Џимбазијан          | Хароут      | Радник у забавном парку                |
| Фарах Хасно               | Мајсун      | Млада сиријска мигранткиња             |

## Продукција
Режисерка и сценаристкиња Надин Лабаки описала је концепцију филма овако:
„На крају дана, деца заиста плаћају веома високу цену за наше сукобе, наше ратове, наше системе и наше глупе одлуке и владе. Осетила сам потребу да разговарам о проблему и размишљала сам, ако та деца могу разговарати или се изражавати, шта би рекли?”
Филм је продуциран са буџетом од четири милиона долара. Продуцент Халед Музанар узео је хипотеку на своју кућу како би обезбедио буџет.
Заин ал Рафи, избеглица из Сирије, који је живео у сиротињским насељима Бејрута од 2012. године, имао је 12 година током продукције филма. Његов лик је назван по њему. Многи од осталих глумаца били су почетници, што је Лабакијева описала као неопходно јер је желела „праву борбу на том великом екрану”. Ал Рафи је допринео обликовању дијалога филма, ослањајући се на своја искуства као избеглице која живи у сиромаштву.

## Критике
Kапернаум има рејтинг одобравања од 90% на основу рецензија 164 критичара на веб-сајту Rotten Tomatoes, са просечном оценом од 7,89/10. Консензус критичара веб-странице гласи: „Капернаум тешко погађа, али гледаоце награђује паметном, саосећајном и на крају узбудљивом сликом живота у равнотежи”. Филм на Metacritic-у има просек оцене 75 од 100, на основу 33 рецензије, што указује на „опште повољне критике”. Филм је такође добио позитивне критике од стране публике, држећи рејтинг одобравања од 91% на Rotten Tomatoes-у и оцену 4,5/5 звездица на AlloCiné-у на основу више од 1405 критика.
Многе критике су биле врло позитивне. А.О. Скот из The New York Times-а сврстао је Капернаум као девети најбољи филм 2018. године, пишући следеће: „Натурализам сусреће мелодраму у овој мучној, ужурбаној причи о изгубљеним дечачким авантурама у сиротињским четвртима и шаторима Бејрута. Лабакијева одбија да изгуби из вида бујност, мршавост и хумор који људи држе чак и у тренуцима највећег очаја.”
Неке су критике биле више мешовите. Пишући за The A.V. Club, А. А. Дауд је филм назвао: „Гомилом туге која непрестано меша тешкоће са драмом, молећи за наше сузе у сваком тренутку.” Критичар IndieWire-а, Дејвид Ерлих, такође је написао мешовиту критику, називајући филм: „Задивљујућим делом социјализма који је разблажен (и на крају поражен) низом тешких погрешних прорачуна.”